# Gmina Gierałtowice
Die Gmina Gierałtowice (deutsch Gieraltowitz) ist eine Landgemeinde im Powiat Gliwicki der Woiwodschaft Schlesien mit dem Gemeindesitz im gleichnamigen Dorf.

## Geografie
Die Gemeindefläche der Gemeinde Gierałtowice beträgt 39 km², davon sind:
- 71 % Flächen für die Landwirtschaft
- 10 % Waldflächen

Nachbargemeinden sind:
- Gliwice
- Knurów
- Mikołów
- Ornontowice
- Ruda Śląska
- Zabrze

## Gliederung
- Chudów; dt. Chudow
- Gierałtowice; dt. Gieraltowitz (Gemeindesitz)
- Paniówki; dt. Klein Paniow
- Przyszowice; dt. Preiswitz

## Politik

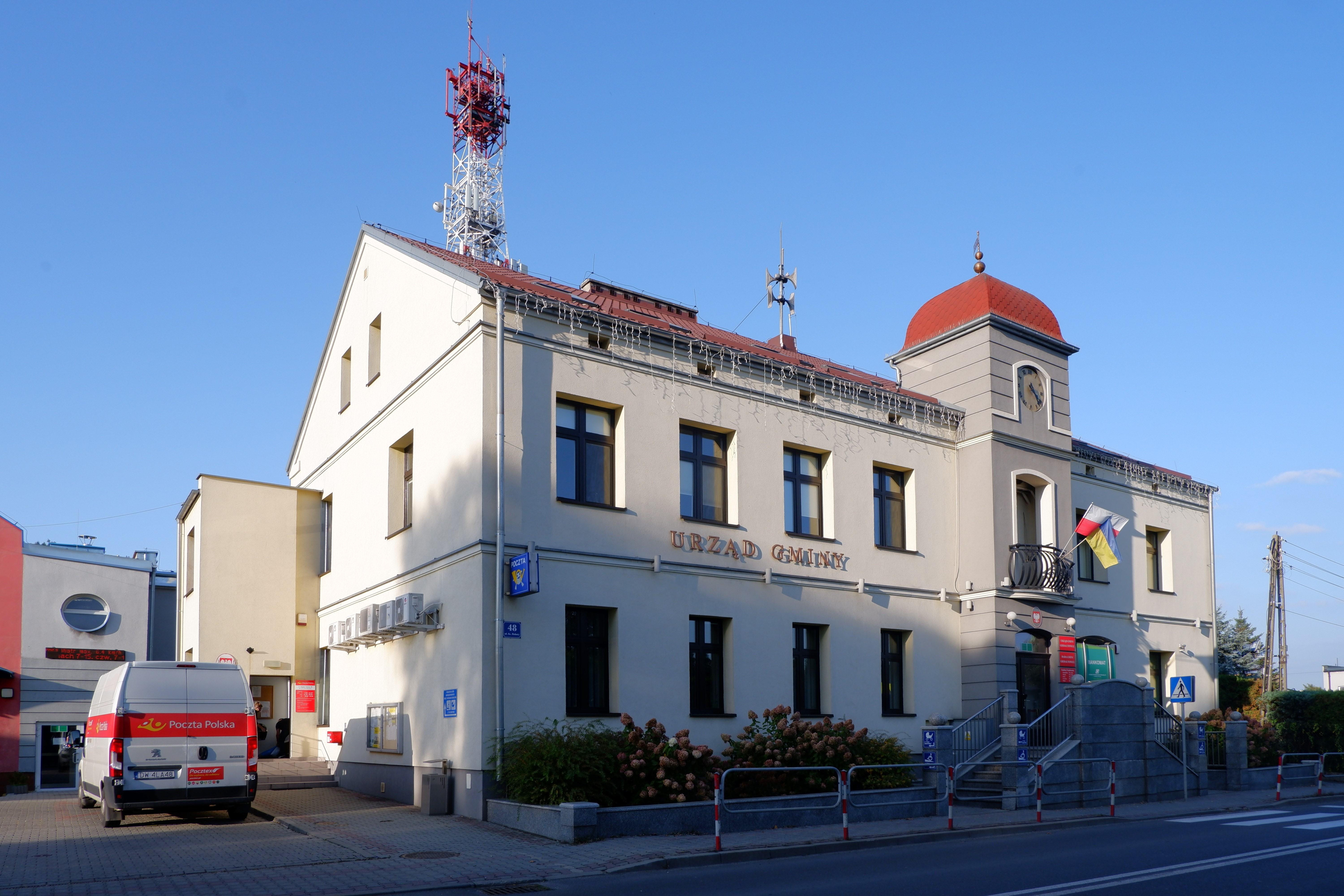
Gemeindeamt von Gierałtowice

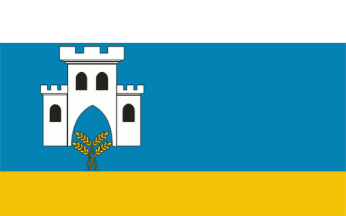
Flagge der Gmina Gierałtowice.

### Bürgermeister
An der Spitze der Verwaltung steht der Gemeindevorsteher. Bis 2018 war dies Joachim Bargiel vom Wahlkomitee „Meine Gemeinde unser Landkreis“. Die turnusmäßige Wahl im April 2024 brachte folgendes Ergebnis:
- Izabela Buchała (Wahlkomitee „Vier Orte eine Gemeinde“) 41,4 % der Stimmen
- Leszek Żogała (Wahlkomitee „Gemeinsam für Gemeinde und Powiat“) 35,6 % der Stimmen
- Tomasz Kowol (Wahlkomitee „Zukunft des Gliwicer Landes“) 15,3 % der Stimmen
- Piotr Szołtysek (Wahlkomitee „Zustimmung und Zukunft“) 7,7 % der Stimmen

In der damit notwendigen Stichwahl wurde Buchała mit 52,7 % der Stimmen gegen den bisherigen Amtsinhaber Żogała zur neuen Gemeindevorsteherin gewählt.
Die turnusmäßige Wahl im Oktober 2018 brachte folgendes Ergebnis:
- Leszek Żogała (Wahlkomitee „Gemeinsam für die Gemeinde Gierałtowice“) 59,9 % der Stimmen
- Joachim Bargiel (Wahlkomitee „Meine Gemeinde unser Landkreis“) 40,1 % der Stimmen

Damit wurde Żogała bereits im ersten Wahlgang gegen den bisherigen Amtsinhaber Bargiel zum neuen Gemeindevorsteher gewählt.

### Gemeinderat
Der Gemeinderat von Gierałtowice besteht aus 15 Mitgliedern, die in Einzelwahlkreisen gewählt werden. Die Wahl 2024 führte zu folgendem Ergebnis:
- Wahlkomitee „Gemeinsam für Gemeinde und Powiat“ 42,6 % der Stimmen, 8 Sitze
- Wahlkomitee „Vier Orte eine Gemeinde“ 35,9 % der Stimmen, 7 Sitze
- Wahlkomitee „Zustimmung und Zukunft“ 11,2 % der Stimmen, kein Sitz

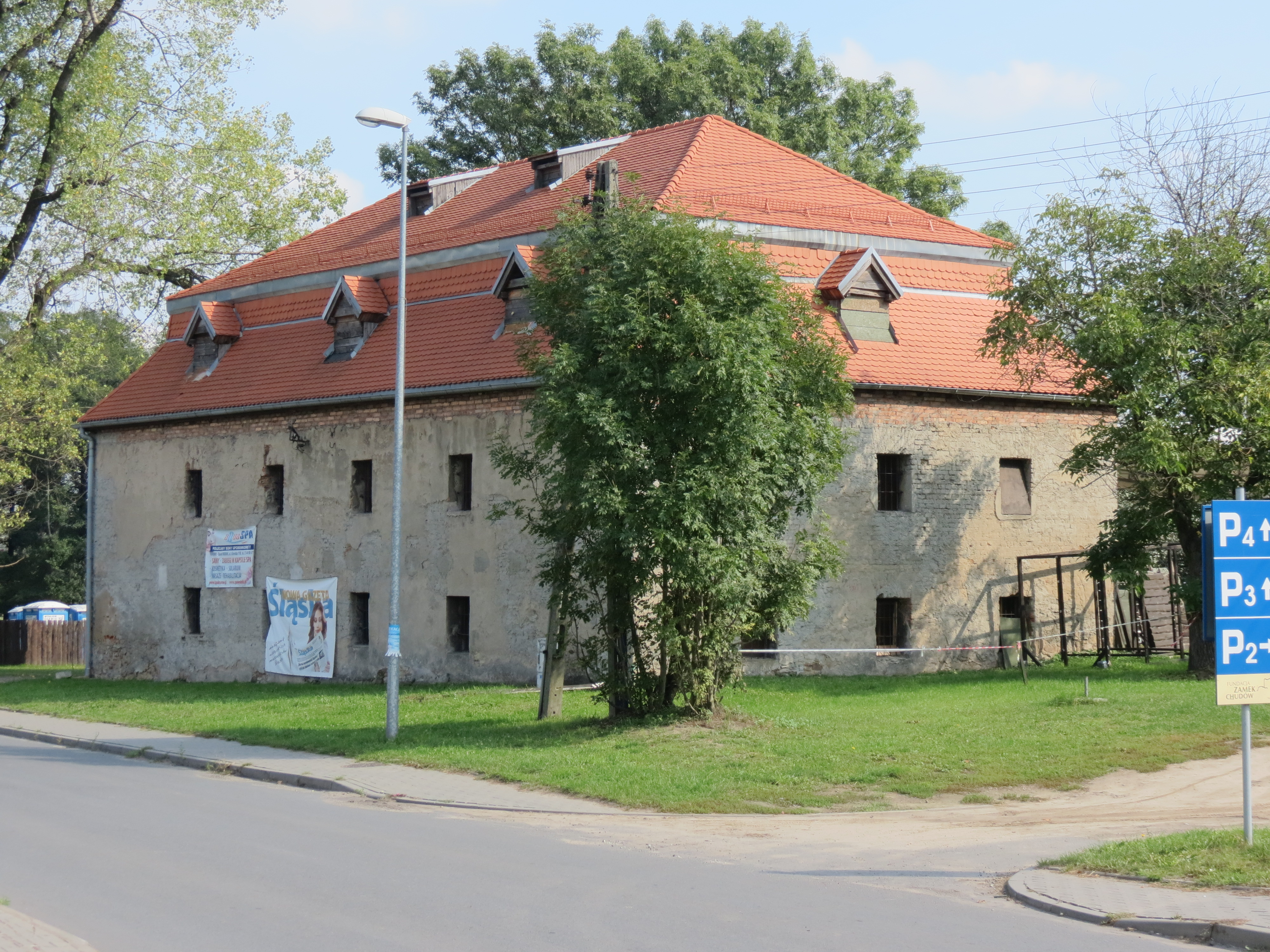
Speicher in Chudów

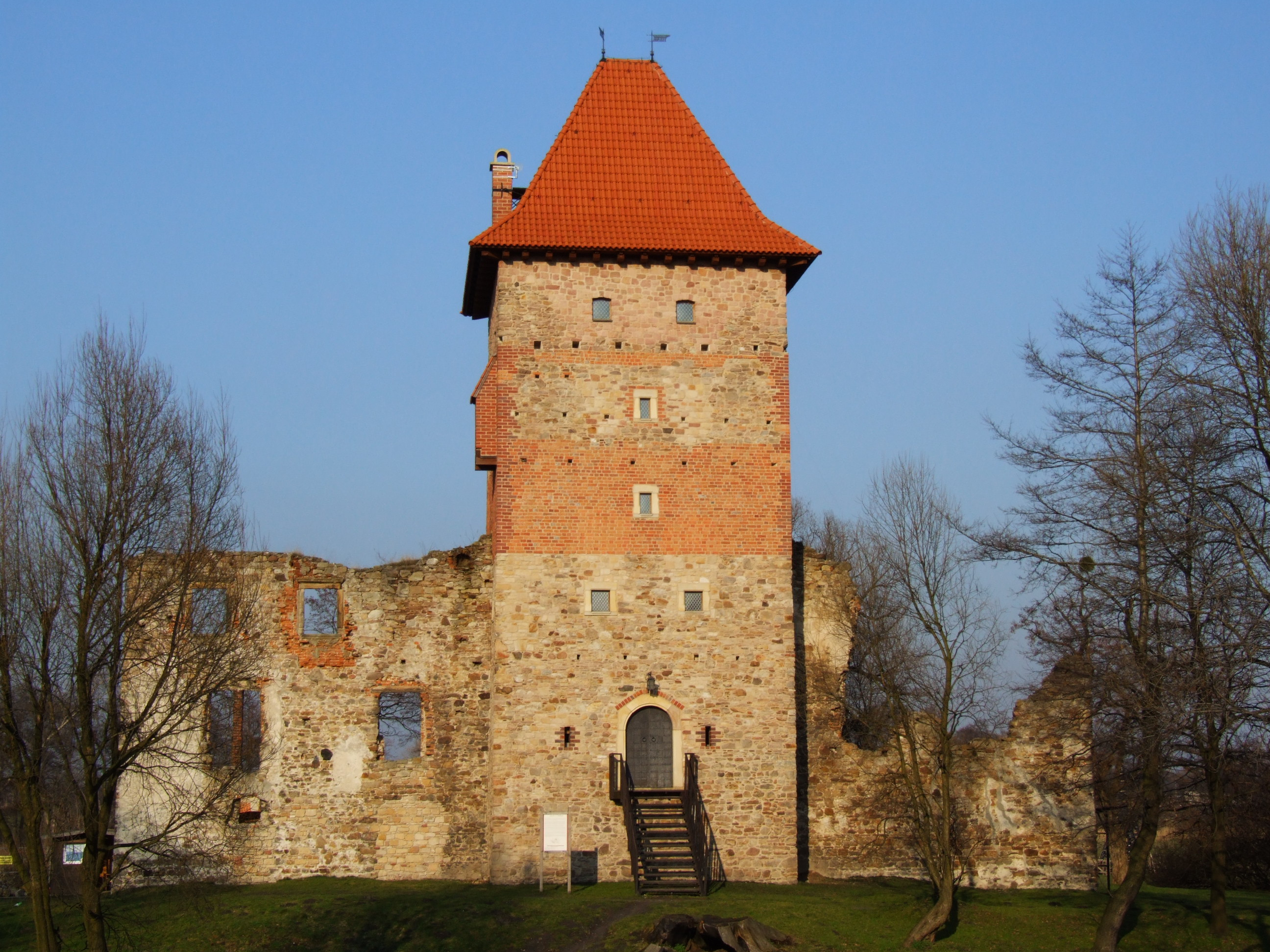
Schloss Chudów

- Wahlkomitee „Zukunft des Gliwicer Landes“ 10,3 % der Stimmen, kein Sitz

Die Wahl 2018 führte zu folgendem Ergebnis:
- Wahlkomitee „Gemeinsam für die Gemeinde Gierałtowice“ 51,5 % der Stimmen, 8 Sitze
- Wahlkomitee „Meine Gemeinde unser Landkreis“ 43,4 % der Stimmen, 7 Sitze
- Wahlkomitee „Zustimmung und Zukunft“ 5,1 % der Stimmen, kein Sitz

## Baudenkmäler
Unter Denkmalschutz stehen fünf Bauwerke: Der Palast in Przyszowice (19. Jahrhundert), zwei Kornspeicher (in Chudów aus dem 18. und in Przyszowice aus dem 19. Jahrhundert), das Schloss Chudów aus dem 16. Jahrhundert (ehemalige Residenz des schlesischen Uradelsgeschlechts Saszowski) und das Herrenhaus Madejski in Gierałtowice (19. Jahrhundert).

## Bildung
Gierałtowice verfügt über vier Grund- (in jedem Ortsteil eine) und drei Mittelschulen (außer in Chudów).

## Tourismus
Durch die Gemeinde führen drei ausgeschilderte Wanderwege.